# Zhidmad
Zhidmad ist eine Ortschaft und eine Parroquia rural („ländliches Kirchspiel“) im Kanton Gualaceo der ecuadorianischen Provinz Azuay. Die Parroquia besitzt eine Fläche von 43,3 km². Die Einwohnerzahl lag im Jahr 2010 bei 2745.

## Lage
Die Parroquia Zhidmad wird im Süden und im Westen vom Río Jadan, ein rechter Nebenfluss des Río Cuenca, begrenzt. Der Hauptort Zhidmad liegt auf einer Höhe von etwa 2750 m, 14 km westsüdwestlich vom Kantonshauptort Gualaceo sowie 10 km ostsüdöstlich der Provinzhauptstadt Cuenca.
Die Parroquia Zhidmad grenzt im Norden und im Nordosten an die Parroquia Jadán, im Osten an die Parroquia San Juan, im Südosten an die Parroquia San Bartolomé (Kanton Sígsig), im Südwesten und im Westen an die Parroquia Santa Ana (Kanton Cuenca) sowie im äußersten Nordwesten an die Parroquia Paccha (ebenfalls im Kanton Cuenca). 

## Geschichte
Die Parroquia Zhidmad wurde am 24. Januar 1958 gegründet. Zuvor war das Gebiet Teil der Parroquia Jadán.